# البوابة الوطنية للتعاملات الإلكترونية الحكومية (سعودي)
البوابة الوطنية للتعاملات الإلكترونية الحكومية وتعرف بـسَـعُـودِي أو سُـعُـودِي هي بوابة إلكترونية يستطيع من خلالها المواطنون السعوديون والمقيمون والشركات والزوار بالمملكة العربية السعودية من أي مكان الوصول إلى الخدمات الحكومية الإلكترونية، وتنفيذ التعاملات بها بسرعة وكفاءة عالية، حيث تعتبر المدخل إلى الخدمات الإلكترونية الحكومية.
وتتحقق إمكانية الوصول إلى الخدمات الإلكترونية على بوابة «سعودي» عن طريق توفير الخدمات الإلكترونية عبر البوابة إما عن طريق التكامل مع جهات حكومية أخرى، أو عن طريق توفير روابط المواقع الإلكترونية لتلك الجهات ولخدماتها على البوابة.

## إنشاء بوابة سعودي

### برنامج التعاملات الإلكترونية الحكومية (يسر)
قد أنشأ برنامج التعاملات الإلكترونية الحكومية (يسر) البوابة الوطنية «سعودي» بمشاركة هيئة الاتصالات وتقنية المعلومات ووزارة المالية السعودية وفقاً لما نص عليه قرار مجلس الوزراء السعودي رقم 40 وتاريخ 27/2/1427هـ الموافق 27/3/2006م، بشأن إقرار ضوابط تطبيق التعاملات الإلكترونية الحكومية في الجهات الحكومية، والذي جاء فيه:

ونصت رؤية المملكة العربية السعودية في مجال التعاملات الإلكترونية الحكومية على:

### الخطة التنفيذية الثانية للتعاملات الإلكترونية الحكومية
أحد المحاور الاستراتيجية للخطة التنفيذية الثانية للتعاملات الإلكترونية الحكومية (2012-2016م) هو «رفع كفاءة الخدمات المقدمة من قبل الجهات الحكومية». كما تضمنت الخطة مساراً للخدمات الإلكترونية، يهدف إلى تعزيز ثلاثة أبعاد للخدمات الإلكترونية؛ وجودها ونضجها واستخدامها.
كما صدر تعميم مجلس الوزراء بتاريخ 05/03/1437هـ بتوجيه جميع الجهات الحكومية بحصر جميع الخدمات والتطبيقات، ووصف البيانات، وإدراجها في مرصد الخدمات الحكومية لدى وزارة الاتصالات وتقنية المعلومات السعودية لنشرها على البوابة الوطنية «سعودي».

## مزايا إضافية
بالإضافة إلى الخدمات الإلكترونية فإن البوابة:
- تمثل منفذًا معلوماتيًّا مهمًّا لنشر الأخبار المتعلقة بالمملكة العربية السعودية، والفعاليات الجارية في مناطقها.
- توفر دليل الجهات الحكومية.
- توفر عددًا كبيرًا من روابط الأنظمة واللوائح والقوانين والخطط والمبادرات السعودية.
- توفر قسم «عن المملكة» الذي تحتوي صفحاته على معلومات عن المملكة العربية السعودية.

## فائدة التسجيل في البوابة
سيتمكن المستفيد من الدخول مباشرة للخدمات الحكومية التكاملية والإجرائية، وكذلك سيكون له ملف شخصي يُمكّنه من تفضيل جهات حكومية معينة أو خدمات إلكترونية، وتسهيل الدخول عليها عند زيارته للبوابة. وقبل الدخول عن طريق النفاذ الوطني الموحد والاستفادة من الخدمات الإلكترونية الحكومية.

## أقسام البوابة
توفر بوابة سعودي خدماتها من خلال مجموعة من الأقسام والتي يسهل من خلالها الحصول على الخدمة الإلكترونية وهذه الأقسام هي:
- قسم اتصالات وتقنية.
- قصم اقتصاد وأعمال.
- قسم تدريب وتعليم وثقافة.
- قسم سفر وسياحة.
- قسم عمل وتوظيف.
- قسم حياة اجتماعية.
- قسم صحة وبيئة.
- قسم نقل ومواصلات.
- قسم وثائق شخصية.
- قسم شؤون إسلامية.
- قسم تأمين وتقاعد.
- قسم سكن وخدمات بلدية.
- قسم مرافق.
- قسم مرور وسلامة.

### قسم عن المملكة
بالإضافة إلى الأقسام المذكورة أعلاه يوجد قسم «عن المملكة» وهو قسم خاص عن المملكة العربية السعودية وفرته بوابة سعودي لكل من يرغب في التعرف على أي معلومة تخص هذه الدولة: رموز الدولة، العملة الرسمية، أسماء المحافظات، العاصمة، التعداد السكاني، الموقع والمساحة، نظام الحكم، اليوم الوطني، أوقات العمل، رؤية 2030، التوظيف، البيئة، والحياة البرية … إلخ.

## أرقام عن البوابة
منذ أن أنشأت وزارة الاتصالات وتقنية المعلومات ممثلة ببرنامج التعاملات الالكترونية الحكومية (يسر) البوابة الوطنية للتعاملات الإلكترونية الحكومية «سعودي» مرت خلالها البوابة بنقلة نوعية، حيث تم تطويرها لتصبح بمثابة موقع إلكتروني موحد على شبكة الإنترنت؛ بهدف تسهيل تعامل المواطنين والمقيمين والقطاع الخاص مع القطاعات الحكومية وزيادة مستوى الشفافية.
وتتيح بوابة «سعودي» لزوارها إمكانية الوصول إلى 2453 خدمة إلكترونية تقدمها نحو 140 جهة حكومية في السعودية، بحيث يمكن للمواطنين والمقيمين وزوار المملكة العربية السعودية الوصول إلى تلك الخدمات من خلال زيارة موقعها الرسمي.
ويبلغ إجمالي الخدمات الإلكترونية المتاحة للمواطنين والمقيمين، 1835 خدمة إلكترونية، فيما تقدم 945 خدمة إلكترونية لقطاع الأعمال في المملكة، كما تستفيد الجهات الحكومية في المملكة من 488 خدمة إلكترونية متاحة عبر البوابة، ويمكن لزوار السعودية الاستفادة من 34 خدمة إلكترونية تقدمها الجهات في السعودية.
يمكن الاطلاع على أكثر من 420 نظاماً ولائحة وقانونا، بالإضافة إلى ذلك تمكن بوابة «سعودي» زوارها من التعرف على أكثر من 85 مبادرة ومشروعا وطنيا تتبناها الجهات الحكومية في السعودية.

## حساب البوابة على تويتر
حقق الحساب الرسمي للبوابة الوطنية للتعاملات الإلكترونية الحكومية «سعودي» في تويتر المرتبة الثانية عالمياً، ضمن قائمة الحسابات الحكومية الأسرع نمواً خلال الفترة من 1 يوليوز 2014 إلى 1 ماي 2015.